# Ној Козенов
Ној Козенов (њем. Neu Kosenow) општина је у њемачкој савезној држави Мекленбург-Западна Померанија. Једно је од 89 општинских средишта округа Остфорпомерн. Према процјени из 2010. у општини је живјело 614 становника. Посједује регионалну шифру (AGS) 13059070.

## Географски и демографски подаци
Ној Козенов се налази у савезној држави Мекленбург-Западна Померанија у округу Остфорпомерн. Општина се налази на надморској висини од 2 метра. Површина општине износи 24,9 km². У самом мјесту је, према процјени из 2010. године, живјело 614 становника. Просјечна густина становништва износи 25 становника/km².